# Pieve di Santa Maria Assunta a Popiglio
La pieve di Santa Maria Assunta si trova a Popiglio.

## Storia
Interessante esempio di chiesa tardoromanica, venne profondamente trasformata nel XVI secolo per iniziativa del pievano Girolamo Magni e ulteriormente rinnovato nel XVIII secolo, quando fu rifatto ad esempio il soffitto a cassettoni rustici. Il coro venne creato nel XIX secolo, sui resti della distrutta abisde semicircolare. A metà del XX secolo fu interessata da lavori di ripristino delle strutture romaniche esterne.

## Descrizione

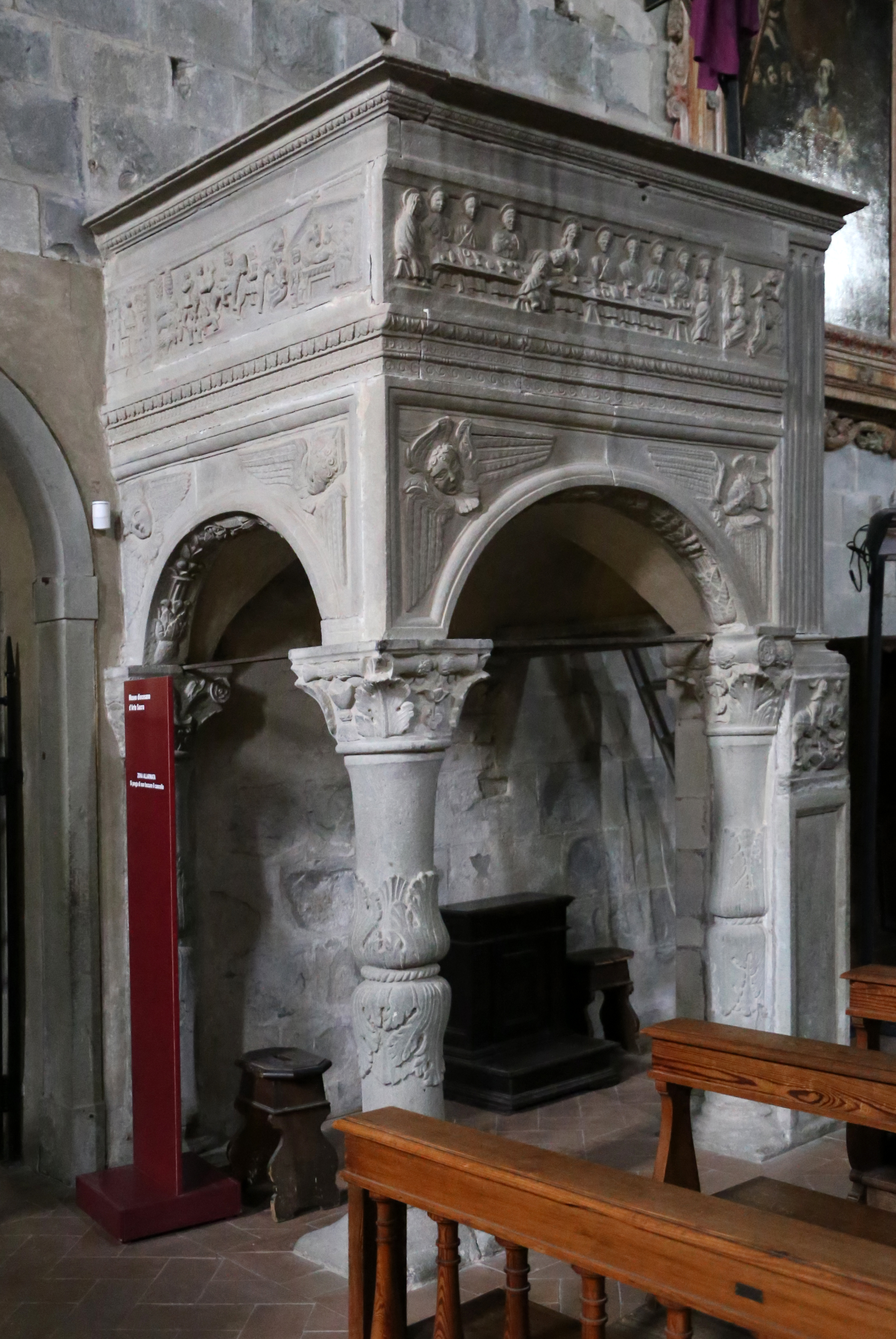
Il pulpito duecentesco

La facciata conserva l'originario carattere romanico: al centro si apre una trifora con colonnette tortili, ai lati si trovano due bifore. Il portale è protetto da un protiro pensile; nella lunetta sottostante è raffigurata la Madonna con il Bambino tra due figure. Degno di nota è anche il portale sul lato sinistro, per l'insolita decorazione della lunetta, con un soldato con scudo e spada.
L'interno è a navata unica con soffitto a cassettoni, ed è impreziosito da altari in pietra (del XVII secolo) e in stucco (del XVIII). Sull'altare maggiore spiccano tre statue marmoree (Madonna col Bambino, San Francesco d'Assisi e San Francesco di Paola) di fattura romana della fine del XVII secolo, commissionate probabilmente dalla famiglia Vannini. Dietro l'altare si trova la grande macchina lignea d'altare con l'Assunzione della Vergine tra i santi Paolo e Giovanni (1577), di Sebastiano Vini (che si siglò B.V., "Bastiano Vini" o "Bastiano Veronese"). 
Ai lati del presbiterio sono due altari: in quello di destra è una Ultima Cena anch'essa di Sebastiano Vini e nell'altro al capo opposto è una Presentazione al Tempio di Jacopo Centi, del 1567. Nella navata sinistra è uin Battesimo di Cristo, anch'esso del Vini.
Lungo la parete sinistra il pergamo rinascimentale posto su archi a tutto sesto poggianti sopra colonne a rocchetto, decorato con bassorilievi databili al XIII secolo illustranti Storie della vita di Cristo, provenienti dall'antichissima pieve di San Giovanni. Segue la cappella dell'Annunciazione, commissionata dalla famiglia Vannini come mausoleo: vi si trova l'Annunciazione di Sebastiano Vini e sei busti-ritratto in marmo, riferibili alla scuola romana della fine del XVII secolo.
All'interno anche alcuni pancali e confessionali lignei intagliati all'inizio del XVII secolo da botteghe di falegnami del paese.